# 蛍 (一青窈の曲)
『蛍』（ほたる）は、一青窈の18枚目のシングル。

## 解説
『EMI RECORDS』に移籍後初のシングルとなる。
一青が友人のつらい経験を聞いた上で作詞した。日本語詞のものと中国語詞のものが収録されている。

## 収録曲
- 全曲作詞：一青窈 (特記以外)

1. 蛍
作曲：多保孝一 / 編曲：武部聡志
朝日放送『教えて！ニュースライブ 正義のミカタ』エンディングテーマ
2. 螢火蟲
作曲：多保孝一 / 編曲：武部聡志
「蛍」の中国語バージョン
3. 霞道 (かすみじ)
作曲・編曲：武部聡志
東風配給映画『ペコロスの母に会いに行く』主題歌
4. アンパンマンのマーチ
作詞：やなせたかし / 作曲：三木たかし
同名楽曲のカバー

## 収録アルバム
蛍
- 『私重奏』

霞道 (かすみじ)
- 『私重奏』